# Spectral
Spectral är det svenska melodisk death metal-bandet Skyfires tredje studioalbum, utgivet i maj 2004 på Arise Records, i Sydkorea på Dope Entertainment och i Japan på Nexus i juni samma år. Det är bandets sista skiva med sångaren Henrik Wenngren.
De japanska och koreanska utgåvorna av albumet innehåller bonuslåtar inspelade live 2003 på Busan Rock Festival i Busan, Sydkorea.

## Låtlista
1. "Conjuring the Thoughts" – 6:27
2. "Effusion of Strength" – 3:02
3. "Shivering Shade" – 4:24
4. "Cursed by Belief" – 4:05
5. "Awake" – 4:05
6. "Void of Hope" – 5:50
7. "A Dead Man's Race" – 6:01
8. "Shadow Creator" – 4:30
9. "Tranquillity's Maze" – 4:57

Bonusspår på den japanska utgåvan
1. "Skyfire" (Live Version) – 4:13

Bonusspår på den koreanska utgåvan
1. "Patterns" – 4:24
2. "Skyfire" (2003 Busan Rock Festival Live) – 4:13
3. "Mind Revolution" (2003 Busan Rock Festival Live) – 7:25

## Medverkande
Musiker
- Henrik Wenngren – sång
- Martin Hanner – gitarr, keyboard
- Andreas Edlund – gitarr, keyboard
- Jonas Sjögren – basgitarr
- Joakim Jonsson – trummor, gitarr

Produktion
- Pelle Saether – producent, inspelningstekniker, mixning
- Andy La Rocque – producent, inspelningstekniker
- Lars Lindén – inspelningstekniker
- Peter in de Betou – mastering
- Veronica Setterhall – låttext
- Chrille Andersson – albumkonst, design
- Henrik Wenngren – design
- Johannah Jonsson – foto
- Johan Andrén – foto